# Sokolnice-Telnice
Sokolnice-Telnice – stacja kolejowa w Sokolnicach, w kraju południowomorawskim, w Czechach. Znajduje się na linii kolejowej Brno – Przerów, na wschód od Brna. Znajduje się na wysokości 210 m n.p.m.
Jest zarządzany przez Správę železnic. Na stacji znajdują się kasy biletowe, na których istnieje możliwość zakupu biletów na wszystkie pociągi w tym międzynarodowe oraz rezerwacji miejsc.

## Linie kolejowe
- 300 Brno - Přerov